# Mir (ディスプレイサーバ)
Mirはカノニカルによって開発されているLinux用のディスプレイサーバである。
Ubuntuにおいて現在使用されているX Window Systemの置き換えが計画されていた。
Mirは2013年3月4日にカノニカルによって発表された。MirはUnityユーザインタフェースの次世代であるUnity Next(Unity 8)の開発を可能にするために開発された。しかし、2017年4月5日にマーク・シャトルワースはカノニカルによるUnity 8の開発を終了すると発表した。Mirも開発終了が危ぶまれたが、3日後の8日マーク・シャトルワースはIoTアプリケーション向けに開発を継続していくことを明らかにした。
2018年9月21日、バージョン1.0.0がリリースされた。

## 論争
MirはUbuntuにおけるXの代替技術として2013年にカノニカルに選ばれたが、それより以前である2010年にはWaylandが使用されることが発表されていた。Mirの発表後、影響を受ける同様のプロジェクトをリードする人間により反論や説明が行われ、いくつか記事が書かれた。